# リポチカラン
リポチカラン（Lippo Cikarang）は、インドネシアの西ジャワ州のジャカルタ東部にあるリポチカラン（株）によって建てられたインディペンデンス郡区である。 
リポチカランの土地は、約3000ヘクターであり、14,000軒以上の住宅や993の企業がある。

## インフラ

### 学校
- カリスグローバルスクール（国際学校）
- ヒカリ日本人学校
- プリタ・ハラパン・スクール（国際学校）
- ディアン・ハラパン・スクール

### 病院
- SILOAM病院
- PERMATA KELUARGA病院
- OMNI HOSPITAL病院
- HOSANA MEDIKA病院

### 工業団地
- EJIP日系工業団地
- BIIE　ヒュンダイ工業団地
- DELTA SILICON１～６工業団地
- HOSANA MEDIKA病院